# تکله‌بخش ۲
تکله‌بخش ۲ یک روستا در ایران است که در بخش تازه‌کند شهرستان پارس‌آباد در استان اردبیل واقع شده‌است.

## جمعیت
این روستا در دهستان تازه‌کند قرار دارد و براساس سرشماری مرکز آمار ایران در سال ۱۳۸۵، جمعیت آن ۱٬۴۹۱ نفر (۲۹۵ خانوار) بوده‌است.